# مقاطعة لوكاس (أوهايو)
مقاطعة لوكاس (بالإنجليزية: Lucas County)‏ هي إحدى مقاطعات ولاية أوهايو في الولايات المتحدة الأمريكية.

## أعلام
- لو دايموند